# Jarrod Saltalamacchia
Jarrod Scott Saltalamacchia (ur. 2 maja 1985) – amerykański baseballista, który występował na pozycji łapacza.

## Przebieg kariery
Saltalamacchia został wybrany w 2003 roku w pierwszej rundzie draftu z numerem 36. przez Atlanta Braves i początkowo występował w klubach farmerskich tego zespołu, między innymi w Mississippi Braves, reprezentującym poziom Double-A. W MLB zadebiutował 2 maja 2007 w meczu przeciwko Philadelphia Phillies. W lipcu 2007 w ramach wymiany zawodników przeszedł do Texas Rangers.
23 sierpnia 2007 w spotkaniu, w którym Rangers pokonali Baltimore Orioles 30–3 (po raz pierwszy od 110 lat jeden zespół zdobył w jednym meczu 30 runów), Saltalamacchia zdobył 2 home runy i zaliczył 7 RBI. W lipcu 2010 podpisał kontrakt z Boston Red Sox.
W styczniu 2013 podpisał nową, roczną umowę wartą 4,5 miliona dolarów. W tym samym roku wystąpił w dwóch meczach World Series, w których Red Sox pokonali St. Louis Cardinals 4–2. W grudniu 2013 przeszedł do Miami Marlins podpisując trzyletni kontrakt wart 21 milionów dolarów.
7 maja 2015 podpisał niegwarantowany kontrakt z Arizona Diamondbacks. W związku z kontuzją łapacza Tuffy'ego Gosewischa, Saltalamacchia został powołany do 40-osobowego składu Diamondbacks. W grudniu 2015 został zawodnikiem Detroit Tigers, zaś w lutym 2017 Toronto Blue Jays.

## Nagrody i wyróżnienia
| Nagroda/wyróżnienie      | Lata | Źródło |
| Zwycięzca w World Series | 2013 | [ 9 ]  |